# ميغ أوتانوا
ميغ أوتانوا (بالإنجليزية: Meg Otanwa)‏ (مواليد 14 فبراير)، هي مُمثلة نيجيرية ومصرفية سابقة. بدأت ميغ مسيرتها السينمائية في نوليوود من خلال المُشاركة في فيلم بعُنوان «سأُجرب حُظوظي» (بالإنجليزية: I'll Take My Chances)‏ سنة 2011، ثُم شاركت بعدها في أعمال بارزة أخرى مثل فيلم 1 أكتوبر (2018)، وفيلم أوجوجو (2014)، وفيلم بيانز: عيد الأرواح (2014) وأعمال أخرى. ظهرت ميغ أوتانوا على غلاف مجلة زين في نُسخة نوفمبر 2006.

## أعمالها
- نعمة الضربة القاضية

## وصلات خارجية
- ميغ أوتانوا على موقع IMDb (الإنجليزية)
- ميغ أوتانوا على موقع قاعدة بيانات الفيلم (الإنجليزية)